# Gynoplistia striatipennis
Gynoplistia striatipennis är en tvåvingeart som beskrevs av Alexander 1928. Gynoplistia striatipennis ingår i släktet Gynoplistia och familjen småharkrankar. Inga underarter finns listade i Catalogue of Life.